# Notiphila decorata
Notiphila decorata är en tvåvingeart som beskrevs av Samuel Wendell Williston  1896. Notiphila decorata ingår i släktet Notiphila och familjen vattenflugor. Inga underarter finns listade i Catalogue of Life.